# Двигатель Nissan VK
Nissan VK (ранее ZH) — восьмицилиндровый бензиновый двигатель внутреннего сгорания производства Nissan. Является полностью алюминиевым 32-клапанным двигателем с клапанным механизмом DOHC.
VK выпускался на базе шестицилиндрового VQ, от которого отличался впускным клапаном, головкой блока цилиндров и увеличенной дроссельной заслонкой с сервоприводом. Впускной клапан направляет воздух по разным путям при разных оборотах двигателя в целях оптимизации низкого крутящего момента и высокой мощности.

## VK45DE

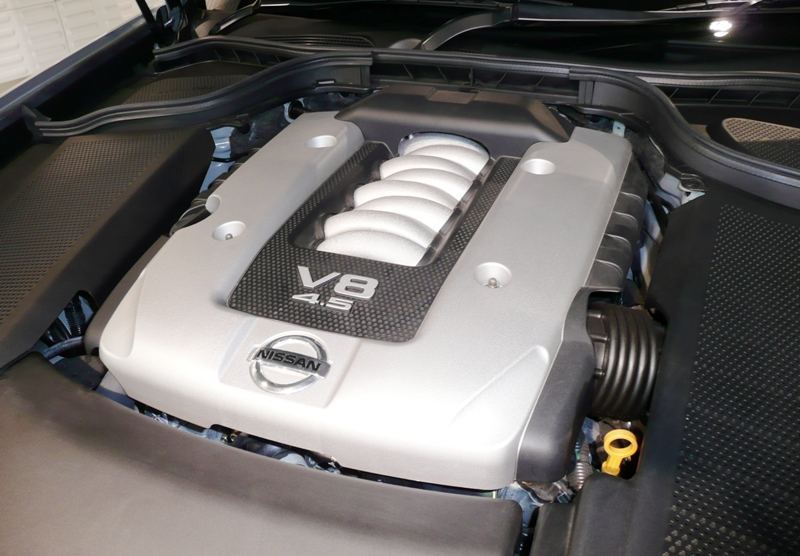
VK45DE

VK45DE объёмом 4,5 л (4494 см3) был представлен в 2002 году и выпущен в Иокогаме, Япония. Диаметр цилиндра и ход поршня составляют 93 мм × 82,7 мм (3,66 дюйма × 3,26 дюйма). Мощность составляет 254 кВт (340 л. с.) при 6400 об/мин, а крутящий момент — 451 Н·м при 4000 об/мин. Красная зона в пределах 6600 об/мин. У двигателя алюминиевый блок цилиндров и алюминиевые головки блока цилиндров с клапанным механизмом DOHC. Двигатель использует инжекторную систему подачи топлива, 4 клапана на цилиндр с VVT, кованные стальные шатуны, четыре распределительных вала, систему индукции переменного тока, оптимизирующую поток воздуха для работы на низких и высоких оборотах, поршни с низким коэффициентом трения, покрытые молибденом, и коленвал с микрошлифовкой.

### Устанавливался на
| Годы производства | Модель                    | Мощность            | Крутящий момент         |
| ----------------- | ------------------------- | ------------------- | ----------------------- |
| 2002—2006         | Infiniti Q45              | 340 л. с. (250 кВт) | 451 Н⋅м                 |
| 2003—2008         | Infiniti FX45             | 320 л. с. (235 кВт) | 446 Н⋅м                 |
| 2003—2004         | Infiniti M45              | 340 л. с. (250 кВт) | 451 Н⋅м                 |
| 2006—2010         | Infiniti M45              | 325 л. с. (239 кВт) | 461 Н⋅м                 |
| 2004—2010         | Nissan Fuga 450 GT        | 333 л. с. (245 кВт) | 461 Н⋅м                 |
| 2003—2010         | Nissan President          | 276 л. с. (203 кВт) | 451 Н⋅м                 |
| 2007              | Super GT Nissan 350Z      | 490 л. с. (360 кВт) | 515 Н⋅м (не выпускался) |
| 2008—2009         | Super GT Nissan GT-R      | 490 л. с. (360 кВт) | 515 Н⋅м (не выпускался) |
| 2011—2016         | LMP2                      | 450 л. с. (331 кВт) | 583 Н⋅м (не выпускался) |
| 2014—2023         | Super GT «Mother Chassis» | 450 л. с. (331 кВт) | 583 Н⋅м (не выпускался) |

## VK45DD
VK45DD имеет сходства с VK45DE, но с системой непосредственного впрыска топлива. Это первый восьмицилиндровый двигатель компании Nissan с непосредственным впрыском (NEO-Di). Официально его мощность составляет 206 кВт (280 л. с.) при 6000 об/мин. Степень сжатия 11,0: 1, а диаметр цилиндра и ход поршня — 93 мм × 82,7 мм.

### Устанавливался на
- 2002—2004 Nissan Cima (JDM)

## VK50VE

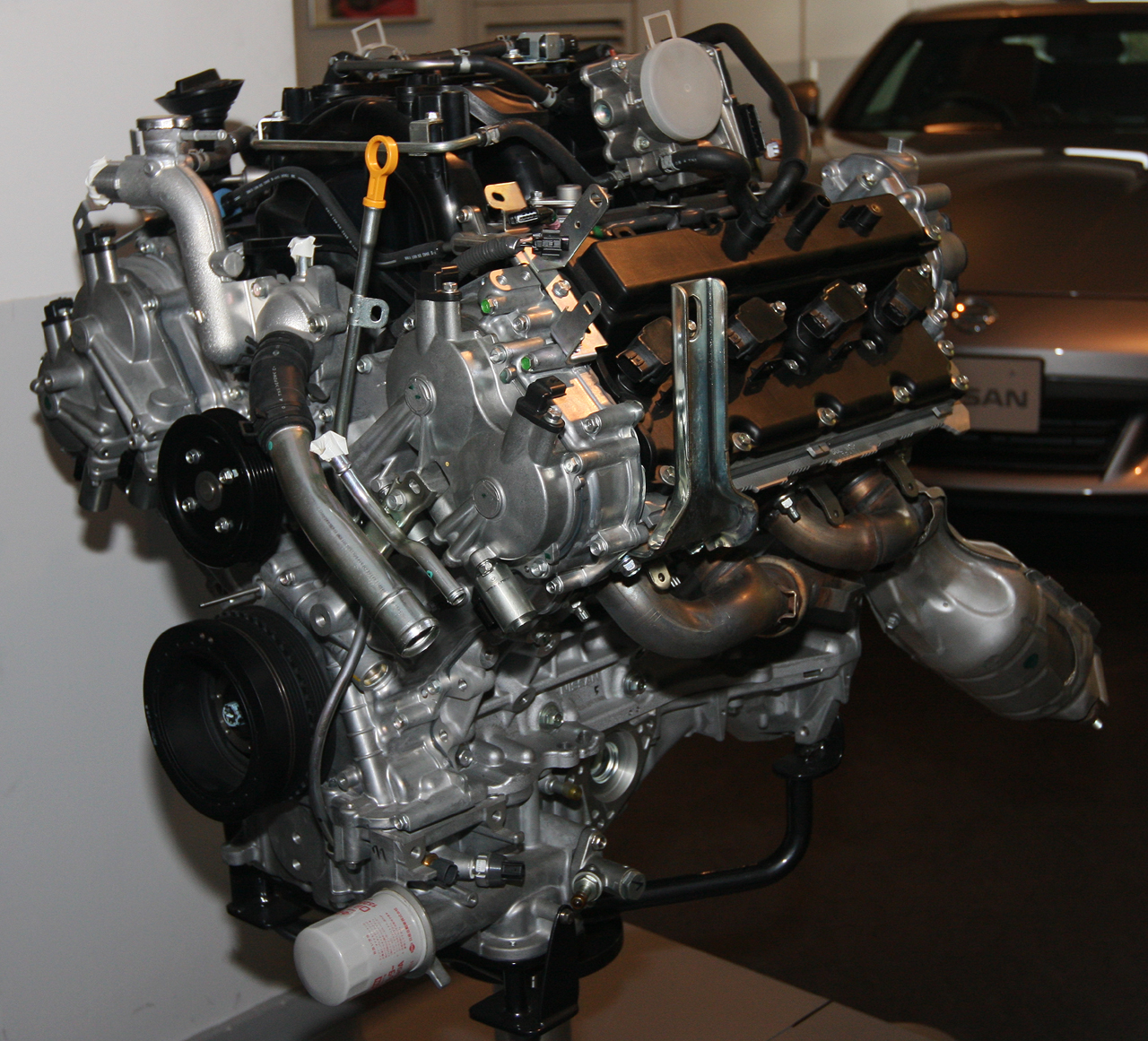
Nissan VK50VE

VK50VE является 5,0-литровым (5026 см3) двигателем мощностью 291 кВт (390 л. с.) и крутящим моментом 500 Н·м при 4400 об/мин. Красная зона в пределах 6800 об/мин. Диаметр цилиндра и ход поршня составляют 95,5 × 87,7 мм, а степень сжатия — 10,9:1.

### Устанавливался на
- 2009—2013 Infiniti FX50
- 2014—2023 Infiniti QX70
- 2015—2019 LMP3

## VK56DE

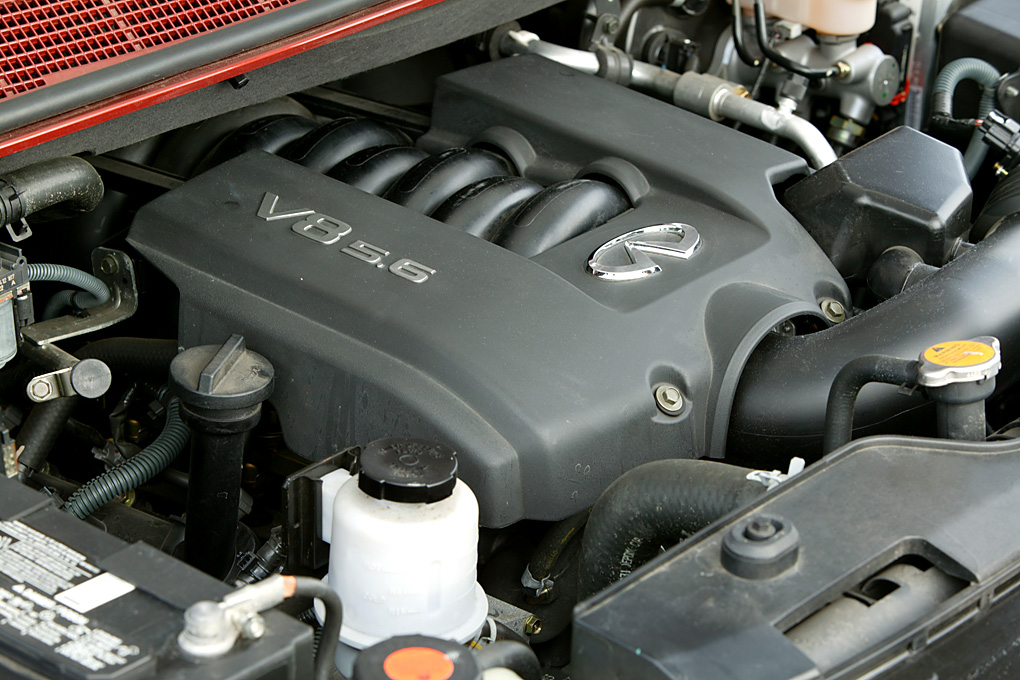
Nissan VK56DE

VK56DE является 5,6-литровым (5552 см3) двигателем, выпущенным в Дечерде. Диаметр цилиндра и ход поршня составляют 98 мм × 92 мм. Мощность варьируется от 236 до 239 кВт (317—320 л. с.) при 4900 об/мин, а крутящий момент варьируется от 522 до 533 Н·м при 3600 об/мин. Блок цилиндров и его головка из алюминиевого сплава, а поршни покрыты молибденом с низким коэффициентом трения.

### Устанавливался на
| Годы производства | Модель                                | Мощность                            | Крутящий момент         |
| ----------------- | ------------------------------------- | ----------------------------------- | ----------------------- |
| 2004—2015         | Nissan Armada                         | 305—317 л. с. (227—236 кВт)         | 522 Н⋅м                 |
| 2004—2015         | Nissan Titan                          | 305—317 л. с. (227—236 кВт)         | 515—522 Н⋅м             |
| 2004—2010         | Infiniti QX56                         | 315—320 л. с. (235—239 кВт)         | 530—533 Н⋅м             |
| 2010—2016         | Nissan Patrol                         | 320 л. с. (235 кВт)                 | 533 Н⋅м                 |
| 2008—2012         | Nissan Pathfinder                     | 310 л. с. (228 кВт)                 | 525 Н⋅м                 |
| 2012—2016         | Nissan NV2500 HD                      | 317 л. с. (233 кВт)                 | 522 Н⋅м                 |
| 2012—2016         | Nissan NV3500 HD                      | 317 л. с. (233 кВт)                 | 522 Н⋅м                 |
| 2012—2016         | Nissan NV Passenger                   | 317 л. с. (233 кВт)                 | 522 Н⋅м                 |
| 2009—2011         | Nissan GT-R GT1                       | 600 л. с. (441 кВт)                 | 650 Н⋅м (не выпускался) |
| 2013—2019         | Nissan Altima, Supercars Championship | 650 л. с. (478 кВт)                 | 657 Н⋅м (не выпускался) |
| 2020—2023         | LMP3                                  | 420 л. с. (313 кВт) (не выпускался) |                         |

## VK56VD

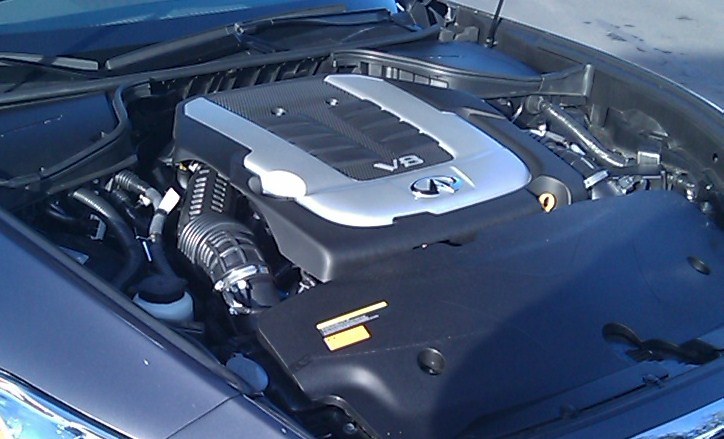
Nissan VK56VD

VK56VD является 5,6-литровым (5552 см3) двигателем из алюминиевого сплава с 32 клапанами, клапанным механизмом DOHC и системой непосредственного впрыска топлива. Система прямого впрыска обеспечивает лучшую работу широко открытой дроссельной заслонки, а также повышенную экономию топлива и показатели выбросов за счёт уменьшения детонации двигателя, повышения стабильности сгорания и более точного регулирования впрыска.

### Устанавливался на
| Годы производства | Модель              | Мощность                    | Крутящий момент |
| ----------------- | ------------------- | --------------------------- | --------------- |
| 2010—2023         | Nissan Patrol       | 400 л. с. (294 кВт)         | 560 Н⋅м         |
| 2016—2023         | Nissan Patrol Nismo | 428 л. с. (315 кВт)         | 565 Н⋅м         |
| 2011—2023         | Infiniti QX80       | 400 л. с. (294 кВт)         | 560 Н⋅м         |
| 2011—2013         | Infiniti M56        | 420 л. с. (309 кВт)         | 565 Н⋅м         |
| 2014—2019         | Infiniti Q70        | 420—436 л. с. (313—325 кВт) | 560—565 Н⋅м     |
| 2017—2021         | Nissan NV2500 HD    | 375 л. с. (276 кВт)         | 525 Н⋅м         |
| 2017—2021         | Nissan NV3500 HD    | 375 л. с. (276 кВт)         | 525 Н⋅м         |
| 2017—2021         | Nissan NV Passenger | 375 л. с. (276 кВт)         | 525 Н⋅м         |
| 2017—2023         | Nissan Titan        | 400 л. с. (294 кВт)         | 560 Н⋅м         |
| 2017—2023         | Nissan Armada       | 390 л. с. (287 кВт)         | 530 Н⋅м         |